# 山田雄三 (経済学者)
山田 雄三（やまだ ゆうぞう、1902年12月20日 - 1996年5月25日）は、日本の経済学者（理論経済学）、一橋大学名誉教授。社会保障研究所長、国民年金審議会会長等を歴任。池田内閣の所得倍増計画に参画した。

## 人物
山梨県出身。1927年旧制東京商科大学（現一橋大学）卒業。福田徳三門下。1929年同助手、1934年同予科教授、1935年助教授、1941年教授。1944年東京商科大学附属図書館長。1949年から1963年までは東京経済大学教授を兼任。一橋大学教授、1955年一橋大学経済学部長。66年定年退官。社会保障研究所（現国立社会保障・人口問題研究所）初代所長。96年従三位。
1951年「日本国民所得推計資料」は国民所得分析の先駆的業績。池田勇人政権の目玉政策であった『所得倍増計画』に参加。国民年金審議会会長。
指導学生に松田芳郎（一橋大学名誉教授）、小野旭（一橋大学名誉教授）、塩野谷祐一（第12代一橋大学学長）、今井賢一（一橋大学名誉教授、スタンフォード大学名誉フェロー）、竹内清（東北大学名誉教授）、佐藤隆三（創価大学名誉教授）、筑井甚吉（大阪大学名誉教授）、藤野志朗（元中央大学教授）、新田政則（元京都産業大学学長）、奥口孝二（南山大学名誉教授）、城山三郎（小説家）、石原一子（実業家）など。

## 親族
妻は大学の親友だった森泰吉郎（経営学者、森ビル創業者）の妹。

## 著書
- チューネン分配論の研究 （森山書店 1934年）
- 計画の経済理論 序説 （岩波書店 1942年10月）
- 経済学の史的発展 （東洋経済新報社（東洋経済講座叢書） 1947年）
- ピグー「厚生経済学」 その批判と展開 （春秋社（春秋社経済学選書） 1948年）
- 資本主義経済計画と社会主義経済計画 （有斐閣（経済学選書） 1948年）
- 世界各国に於ける国民所得の比較 （アカギ書房 1948年）
- 富の生産と分配 （三省堂出版（社会科文庫） 1949年）
- 国民所得の計画理論 （岩波書店 1949年）
- 社会科学の基礎 「論理的実証主義」の立場にたちて （黎明書房（社会科学選書） 1950年）
- 経済学はいかに進歩したか 経済学史要 （春秋社 1951年）
- 経済学の歩み （宝文館（NHK教養大学） 1952年）
- 日本経済の計画論的考察 （東洋経済新報社 1954年）
- 経済学 （中央経済社（現代経済知識全集） 1955年）
- 現代経済学の根抵にあるもの （白桃書房 1955年）
- 国民所得論 （岩波書店 1959年）
- 経済学のあゆみ （有信堂（文化新書） 1962年）
- 経済の成長と型 国民所得の国際比較 （岩波書店 1963年）
- 社会保障研究序説 （社会保障研究所（社会保障研究所研究叢書） 1968年）
- 流動する経済体制 自由と計画のあいだ （日本放送出版協会（NHK市民大学叢書） 1970年）
- 社会保障政策論 （東京大学出版会 1977年5月）
- 寒蝉 マックス・ウェーバーからG.ミュルダールへ 読書抄録 喜寿記念文集 （中央公論事業出版 1980年4月）
- 寒蝉 続 経済思想として福祉国家を考える （1985年1月）
- 寒蝉 第3集 よりよき社会を求めて （1987年2月）
- 寒蝉 第4集 経済学の転機に臨んで （1989年7月）
- 寒蝉 第6集 価値・自由・人間を考える （1992年9月）
- 価値多元時代と経済学 （岩波書店 1994年10月）

## 共著・編
- 国民所得の分析 （日本評論社 1947年）
- 国民所得の研究 （高橋長太郎、森田優三共著 東洋経済新報社（東洋経済講座叢書） 1948年）
- 所得・貿易の国際比較 （小島清共著 実業之日本社（叢書・経済理論と統計） 1949年）
- 日本国民所得推計資料 （東洋経済新報社 1951年）
- 近代経済学辞典 （小泉明、篠原三代平共編 春秋社 1954年）
- 経済分析シムポジウム 第1-8 （久武雅夫共編 日本評論新社 1957年）
- 経済学の学び方 （板垣与一、木村元一共編 白桃書房 1958年）
- 経済計画 （山田勇共編 春秋社（日本経済の分析） 1960年）
- 経済成長と産業構造 （塩野谷祐一、今井賢一共編 春秋社 1965年）
- 70年代社会の課題と目標 （至誠堂 1970年）

## 翻訳
- 歴史的方法に拠る国家経済学講義要綱 （ロッシァー 岩波文庫 1938年）
- 経済学説と政治的要素 （ミュルダール 佐藤隆三共訳 日本評論社（経済学名著選集） 1942年）
- 近代経済学説史 （T.W.ハチスン 長守善、武藤光朗共訳 東洋経済新報社 1957年）
- 戦後の経済成長 （サイモン・クズネッツ 長谷部亮一共訳 岩波書店 1966年）

## 参考
- 日本人名大辞典
- 山田雄三「名誉教授山田雄三年譜」（PDF）『一橋論叢』第55巻第1号、1966年1月1日、155-160頁、2011年7月9日閲覧。